# 富田直之
富田 直之（とみた なおゆき、1900年4月20日 - 1987年10月31日）は、日本の政治家。王子区会議員（2期）、東京市会議員（1期）、東京都議会議員（8期）、第23代都議会議長を歴任した。戸籍名は冨田 直之。

## 経歴
1900年4月20日、東京府（現東京都）に生まれる。1930年に東京帝国大学文学部（現東京大学文学部）卒業。1936年から王子区会議員を2期11年務めた。また、1942年6月15日から1943年6月30日まで、東京市会議員を1期務めた。1951年の東京都議会議員選挙に北区選挙区から立候補して、初当選する。その後、都議会自民党政調会長（1957年から1958年）、都議会自民党幹事長（1961年から1962年）を歴任した。都議会の自主解散を経て、1967年4月15日の都議会議員補欠選挙で、都議会議員に返り咲いた。返り咲き後は、都議会自民党政調会長（再任・1968年から1969年）、東京都監察委員（1969年から1971年）、予算特別委員会委員長（1971年）を歴任した。1972年9月に第23代東京都議会議長に就任した。1973年7月に議長を退任した。議長退任後は、予算特別委員会委員長（再任・1975年）、各会計決算特別委員会委員長（1975年から1976年）を歴任した。1981年の任期満了で都議を退任した。1987年10月31日に死去した。

## 栄典
- 1962年 - 藍綬褒章[1][2]
- 1970年 - 勲四等瑞宝章[2]
- 1976年 - 勲三等瑞宝章[1][2]
- 没後 - 銀杯菊2号[1]